# Majinae
Majinae zijn een onderfamilie van krabben (Brachyura) uit de familie Majidae.

## Geslachten
De Majinae omvatten volgende geslachten:
- Ageitomaia Griffin & Tranter, 1986
- Anacinetops Miers, 1879c
- Choniognathus Rathbun, 1932
- Cyclax Dana, 1851c
- Entomonyx Miers, 1884
- Eurynome Leach, 1814
- Jacquinotia Rathbun, 1915
- Kasagia Richer de Forges & Ng, 2007
- Kimbla Griffin & Tranter, 1986
- Leptomithrax Miers, 1876
- Maiopsis Faxon, 1893
- Maja Lamarck, 1801
- Majella Ortmann, 1893a
- Microhalimus Haswell, 1880
- Naxia Latreille, 1825b
- Notomithrax Griffin, 1963
- Paraentomonyx T. Sakai, 1983
- Paramithrax H. Milne Edwards, 1837
- Pippacirama Griffin & Tranter, 1986
- Prismatopus Ward, 1933
- Schizophroida T. Sakai, 1933
- Schizophrys White, 1848
- Seiitaoides Griffin & Tranter, 1986
- Temnonotus A. Milne-Edwards, 1875
- Teratomaia Griffin & Tranter, 1986
- Thersandrus Rathbun, 1897
- Tumulosternum McCulloch, 1913
- Wilsonimaia  †  Blow & Manning, 1996